# U quái
U quái (tiếng Anh:  teratoma) là một khối u được tạo thành từ nhiều loại mô khác nhau, chẳng hạn như tóc, cơ, răng hoặc xương. Chúng thường hình thành ở buồng trứng, tinh hoàn hoặc xương đuôi và ít gặp hơn ở các khu vực khác.  Các triệu chứng có thể là tối thiểu nếu khối u nhỏ. Một khối u quái tinh hoàn có thể xuất hiện dưới dạng cục u không đau.  Các biến chứng có thể bao gồm xoắn buồng trứng, xoắn tinh hoàn hoặc chảy nước thai nhi.
Chúng là một loại u tế bào mầm (một khối u bắt đầu trong các tế bào làm phát sinh tinh trùng hoặc trứng). Chúng được chia thành hai loại: trưởng thành và chưa trưởng thành.  U quái trưởng thành bao gồm u nang da và thường lành tính.  U quái chưa trưởng thành có thể là ung thư. Hầu hết các u quái buồng trứng là dạng trưởng thành. Ở người lớn, u quái tinh hoàn nói chung là ung thư. Chẩn đoán xác định dựa trên sinh thiết mô.
Điều trị u quái xương đuôi, tinh hoàn và buồng trứng nói chung bằng phẫu thuật. U quái tinh hoàn buồng trứng và chưa trưởng thành cũng thường được điều trị bằng hóa trị.
U quái xảy ra ở xương đuôi cột sống ở khoảng một trong 30.000 trẻ sơ sinh, khiến chúng trở thành một trong những khối u phổ biến nhất ở lứa tuổi này. Nữ giới bị ảnh hưởng thường xuyên hơn nam giới. U quái buồng trứng đại diện cho khoảng một phần tư u buồng trứng và thường được chú ý trong tuổi trung niên. U quái tinh hoàn chiếm gần một nửa số bệnh ung thư tinh hoàn. Chúng có thể xảy ra ở cả trẻ em và người lớn. Thuật ngữ teratoma trong tiếng Anh xuất phát từ các từ Hy Lạp"quái vật"và"khối u".